# Měkké patro

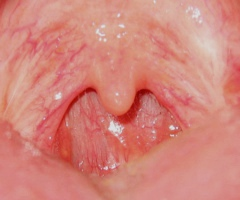
Měkké patro s čípkem po odstranění krčních mandlí (tonzilektómii)

Měkké patro nebo velum (latinsky palatum molle, velum palatinum) je měkký, sliznicí potažený svalový útvar v ústní dutině. Je prodloužením tvrdého patra směrem k zadní hrdelní stěně a končí volným výběžkem – čípkem (latinsky uvula palatina). Měkké patro má schopnost se zdvíhat, čímž otvírá a zavírá vstup do nosní dutiny. To má význam při dýchání, kdy je spuštěné do ústní dutiny, což umožňuje průchod vzduchu nosem, a také při polykání, kdy se přitlačuje k zadní hrdlové stěně a zabraňuje vstupu potravy do nosu.

## Význam pro řeč
Měkké patro má významnou funkci i při artikulaci hlásek. Při jeho přitlačení k zadní hrdlové stěně a současném nevelkém kruhovém stáhnutí nosohltanu ve výši jejich vzájemného dotyku vznikají ústní hlásky. Pokud je měkké patro spuštěné do ústní dutiny a vzduch uniká nosem, vznikají nosové samohlásky a souhlásky.
Tvoří se tu i určité specifické souhlásky. Jak se jazyk těsně přiblíží k měkkému patru a mezi hřbetem jazyka a měkkým patrem se utvoří štěrbina, vznikne úžinová měkkopatrová (velární) souhláska (české ch). Když se hřbet jazyka přitlačí k měkkému patru, čímž úplně zavře cestu výdechovému proudu, vznikne měkkopatrová závěrová souhláska (plozíva) (české k a g).